# Акаба
А́каба (араб. الْعَقَبَة, трансліт. al-ʿAqaba, pronounced [ælˈʕæqɑba, ælˈʕæɡæba]) — єдиний порт Йорданії, розташований у однойменній бухті затоки Акаба в Червоному морі. Через місто проходить значна частина зовнішньої торгівлі держави.
Населення близько 1 тисячі в 1957, 11 тисяч в 1967, близько 70 тисячі чоловік в 2000 і до 90 тисяч в 2003. Основними галузями економіки є обслуговування порту, рибальство, туризм.

## Історія

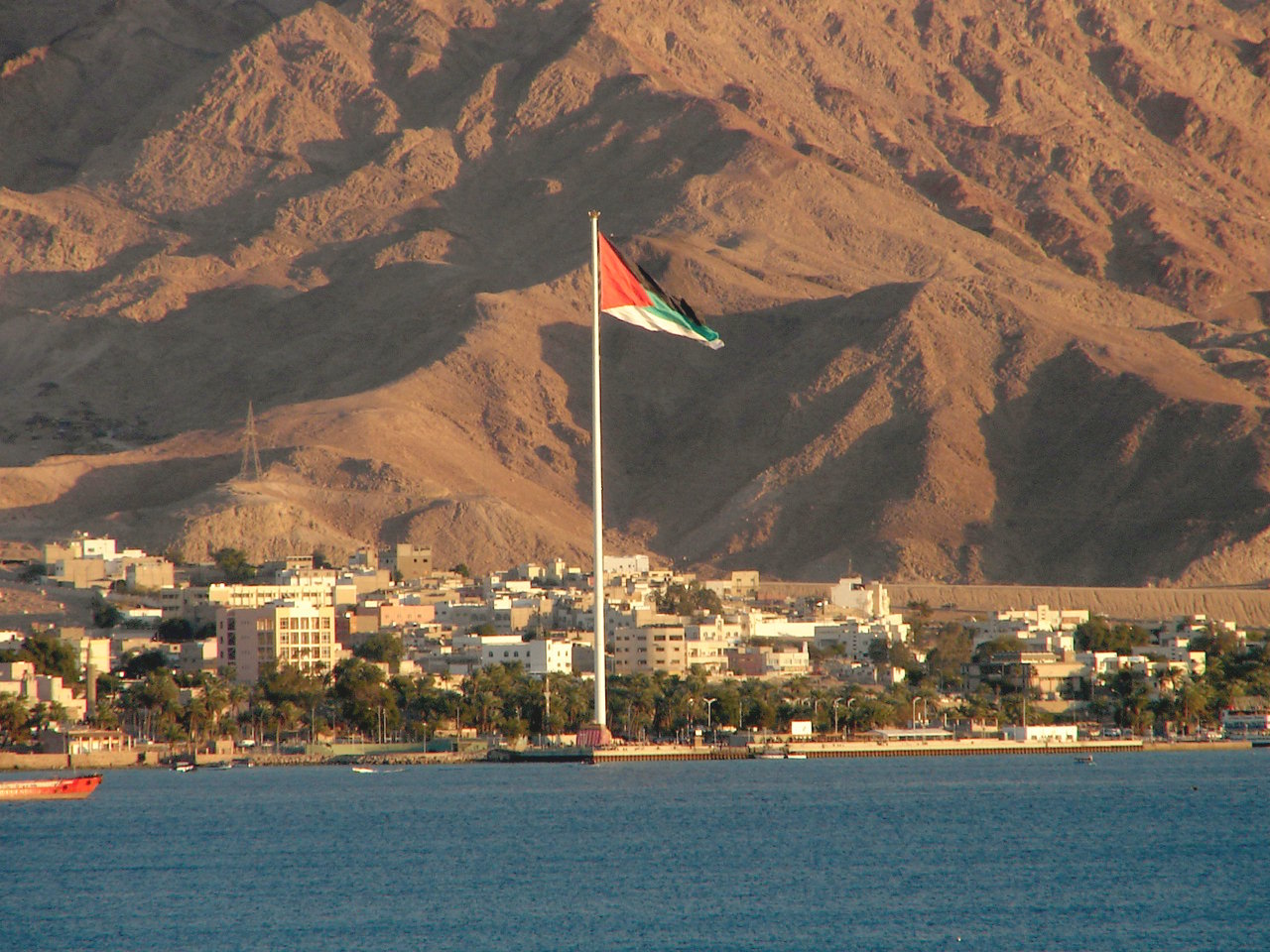
Вид на Акабу з моря

Людські поселення існували тут здавна завдяки рідкісному для цієї місцевості джерелу води. Перші, сліди проживання стародавньої людини були знайдені тут у двох місцях: по дорозі до аеропорту імені короля Хусейна, аль-Магас (період Халколіта або Мідної доби) та Худжайрат аль-Гузлян (4000 років до н.е). У давнину тут видобували мідь. Пагорб Тель аль-Халіфа вважається місцем, де колись стояло прекрасне місто легендарного царя Соломона. Воно під назвою Еціон-Гебер згадується у Старому Заповіті (кн. Царств 9:26)
В епоху еллінізму (ІІІ ст до н.е), із воцаріння грецької династії в Єгипті місто на честь дружини першого з Птолемеїв отримало нову назву — Береніка.
Набатеї, що жили у Петрі, активно воювали з грецькими сусідами за вплив у затоці. Вони піратствували на Червоному морі, ганялися за птоломеївськими торговими суднами. Не боялися вступати в бій і з військовими кораблями. У ІІ столітті до нашої ери вони атакували порт і знищили флотилію греків.
В Римські часи місто відоме під назвою Елана і була їх військовим опорним пунктом.
В Х столітті Акаба була великим портовим містом, однак до ХІІ століття занепала і перетворилася на невелике містечко — перевалочний пункт для ісламських прочан що йшли з півночі до Меки та Медіни.
Наприкінці Першої Світової війни в Акабі знаходився штаб Лоуренса Аравійського який організував повстання арабів проти Туреччини. В часи англійського мандату на Палестину британці збудували в місті порт і облаштували військово-морську базу яка існувала тут до 1957 року. В 1950 році порт було розширено, в 1961 відкрито для кораблів з великою осадкою.

## Економіка
В 1980-х місто і порт пережили бурхливий розвиток, завдяки будівництву нафтопроводу з Іраку.
У 2001 році з метою розвитку туристичного сектора, сфери послуг і промисловості в Акабі заснована спеціальна економічна зона (ASEZ).

## Клімат
Місто знаходиться у зоні, котра характеризується кліматом тропічних пустель. Найтепліший місяць — липень із середньою температурою 32.8 °C (91 °F). Найхолодніший місяць — січень, із середньою температурою 14.4 °С (58 °F).
| Клімат Акаби            | Клімат Акаби | Клімат Акаби | Клімат Акаби | Клімат Акаби | Клімат Акаби | Клімат Акаби | Клімат Акаби | Клімат Акаби | Клімат Акаби | Клімат Акаби | Клімат Акаби | Клімат Акаби | Клімат Акаби |
| Показник                | Січ.         | Лют.         | Бер.         | Квіт.        | Трав.        | Черв.        | Лип.         | Серп.        | Вер.         | Жовт.        | Лист.        | Груд.        | Рік          |
| Абсолютний максимум, °C | 34           | 36           | 36           | 42           | 43           | 43           | 45           | 47           | 42           | 39           | 35           | 31           | 47           |
| Середній максимум, °C   | 18           | 20           | 23           | 29           | 33           | 36           | 37           | 36           | 34           | 31           | 25           | 20           | 28           |
| Середня температура, °C | 14           | 16           | 19           | 24           | 28           | 31           | 32           | 32           | 30           | 26           | 21           | 16           | 24           |
| Середній мінімум, °C    | 10           | 12           | 15           | 19           | 22           | 25           | 27           | 27           | 25           | 21           | 16           | 11           | 19           |
| Абсолютний мінімум, °C  | 0            | 0            | 2            | 0            | 8            | 15           | 17           | 16           | 16           | 10           | 0            | 0            | 0            |
| Норма опадів, мм        | 10           | 10           | 10           | 10           | 10           | 10           | 10           | 10           | 10           | 10           | 10           | 10           | 120          |
| Днів з опадами          | 1            | 2            | 2            | 0            | 1            | 0            | 0            | 0            | 0            | 1            | 1            | 2            | 10           |
| Днів з дощем            | 1            | 2            | 2            | 0            | 1            | 0            | 0            | 0            | 0            | 1            | 1            | 2            | 10           |
| Вологість повітря, %    | 60           | 55           | 50           | 45           | 40           | 40           | 40           | 45           | 50           | 55           | 55           | 60           | 49.6         |
| ----------------------- | ------------ | ------------ | ------------ | ------------ | ------------ | ------------ | ------------ | ------------ | ------------ | ------------ | ------------ | ------------ | ------------ |
| Джерело: Weatherbase    |              |              |              |              |              |              |              |              |              |              |              |              |              |

## Транспорт
В Акабі знаходиться єдиний в Йорданії морський порт. Компанією Arab Bridge Maritime організовано поромне сполучення між Акабою і єгипетськими містами Таба і Нувейба.